# Hematokrit
Izraz hematokrit dolazi od njemačko švedske kovanice "haematokrit". Kovanicu je smislio Blix iz
Upsale, 1891 god. referirajući se na SG Hedin u Skandanavia Arch.f Physiolgie 2:134-140,1891 u članku naslova "The Haematokrit: a New Apparatus for the Investigation of Blood." "Haematokrit" je napravljen po uzoru na "Lactokrit" koji se
koristio u mliječnom stočarstvu.
Hematokrit predstavlja postotak (%) koncentracije eritrocita (crvenih krvnih zrnaca) u krvi. Kod sisavaca hematokrit ne ovisi o tjelesnoj masi. Smatra se sastavnim dijelom krvne slike.
Referentni interval za muškarce iznosi 41,5 - 53%, a za žene 35,6 - 47%.

## Načini mjerenja
Hematokrit (PCV eng. packed cell volume) se mjeri tako da se uzorak krvi stavi u kapilarnu cjevčicu i centifugira brzinom od 10.000
RPM pet minuta. Centifugalna sila podijeli krv u dva sloja. Krvnu plazmu u gornjem sloju i ostatak u donjem u kojem se nalaze i eritrociti. Dijeljenjem obujma donjeg sloja s ukupnim obujmom krvi dobije se hematokrit. Jednostavniji način je da se podijele
visina donjeg sloja s ukupnom visinom stupca krvi. S modernom labaratorijskom opremom ovaj postupak se radi automatski.

## Povišen hematokrit
U slučajevima denga groznice visok hematokrit je znak povećanog rizika za denga šok sindrom.
Policitemija vera, mijeloproliferativni poremećaj, u kojem koštana srž proizvodi prevelik broj eritrocita, je povezana s povišenim hematokritom.
Kronična opstruktivna plućna bolest kao i druga plućna stanja povezana s hipoksijom mogu potaknuti povećanu proizvodnju eritrocita. Ovo povećanje je potpomognuto povećanjem eritropoetina u bubrezima kao odgovor na hipoksiju.
Profesionalnim atletičarima mjeri se nivo hematokrita kao dio testiranja na upotrebu nedozvoljenih krvnih pripravaka (dopinga) ili Eritropoetina (EPO). Nivo hematokrita u krvnim uzorcima atletičara se uspoređuju s dugoročnim nivoom (koji dozvoljava individualna odstupanja nivoa hematokrita) i s apsolutnim dozvoljenim maksimumom (koji se zasniva na maksimalno mogućem nivou unutar populacije i nivoa hematokrita koji povećava rizik zgrušnjavanja krvi i posljedično srčani udar).
Anabolički Androgeni Steroid (AAS) također može povećati broj eritrocita i time utjecati na hematokrit, posebno na boldenon i oxymetholone.
Ako je bolesnik dehidrirao, hematokrit može biti povišen.
Sindrom kapilarnog curenja također vodi do nenormalno visokog hematokrita uzrokovanog istjecanjem plazme iz krvožilnog sustava.

## Sniženi hematokrit
Sniženi hematokrit ukazuje na značajno krvarenje.
MCV i RDW pomažu u procijeni hematokrita nižeg od normalnog tj. da li je gubitak krvi kroničan ili akutan. Niski hematokrit s niskim MCV i visokim RDW sugerira kronični nedostatak željeza eritropoezu, dok normalan RDW sugerira akutan gubitak krvi zbog krvarenja. Jedna jedinica eritrocita će povisiti hematokrit za oko 3%.
Rizične grupe za razvoj anemije:
- dojenčad s neodgovarajućim unosom željeza

- djeca u naglom razvoju u kojem raspoloživo željezo ne može pratiti zahtjeve rasta mase eritrocita

- žene u plodnim godinama s povećanom potrebom za željezom zbog gubitka krvi u vrijeme menstruacije

- trudnice kod kojih rast fetusa zahtjeva više željeza

- bolesnici s kroničnim bubrežnim bolestima kojima bubrezi ne luče dovoljno hormona eritropoteina koji stimulira koštanu srž na proizvodnju eritrocita